# Jundah
Jundah ist eine kleine Siedlung und Zentrum des Verwaltungsbezirks Barcoo Shire mit etwa 131 Einwohnern (Stand: 2021) im Südwesten des australischen Bundesstaates Queensland. Sie liegt am Thomson River und ist etwa 1122 Kilometer von der Hauptstadt Queenslands, Brisbane entfernt.
Der Name Jundah bedeutet in einer lokalen Aboriginal-Sprache so viel wie „Frau“. Gegründet wurde es 1883 durch Milchbauern, die in der Gegend ansässig wurden.
Bekannt wurde das Dorf um 1920, als in der Gegend um Jundah zahlreiche Opale gefunden wurden. Obwohl die Opalfunde signifikant waren, mussten viele Sucher wegen Wassermangels aufgeben. In den 1970er und vor allem in den 1980er Jahren wurden die Minen rund um Jundah (Opalville) wieder in Betrieb genommen. Einige der teuersten Opale kommen aus der Region Jundah, unter anderem der „Galaxy“ Boulder Opal, welcher 1989 gefunden und 2003 für über 1,2 Millionen Australische Dollar verkauft wurde.
Heute ist Jundah administratives Zentrum für den Barcoo Shire. In Jundah gibt es eine Polizeistation, einen kleinen Laden, eine Poststelle sowie eine Schule.